# Campeonato da Oceania de Atletismo de 2012
O Campeonato da Oceania de Atletismo de 2012 foi a 12ª edição da competição organizada pela Associação de Atletismo da Oceania entre os dias 27 a 29 de junho de 2012. As medalhas foram concedidas em duas divisões regionais "Leste" e "Oeste". Teve como sede o estádio Barlow Park, na cidade de Cairns, na Austrália.
Um total de 34 eventos do leste (15 masculino, 19 feminino) e 36 eventos do oeste (20 masculino, 16 feminino) foram contemplados. Além disso, foram incluídos um revezamento misto de 8x100 metros, além de eventos de exibição para atletas locais com deficiência, atletas mestres e atletas em idade escolar.
Os estados Território do Norte e Queensland, ambos da Austrália, enviaram uma equipe combinada do " Norte da Austrália ", o que inclui atletas que não foram escolhidos na equipe oficial Australiana. 

## Divisão leste

### Medalhistas
Esses foram os resultados da competição. 
Masculino
| Evento                      | Ouro                                                                           | Ouro     | Prata                                                                                      | Prata    | Bronze                             | Bronze   |
| --------------------------- | ------------------------------------------------------------------------------ | -------- | ------------------------------------------------------------------------------------------ | -------- | ---------------------------------- | -------- |
| 100 metros                  | Isaac Tatoa · Nova Zelândia                                                    | 10.65    | David Alexandrine · Nova Caledônia                                                         | 10.87    | Matthew Wyatt · Nova Zelândia      | 11.19    |
| 200 metros                  | Roy Ravana · Fiji                                                              | 21.66    | David Alexandrine · Nova Caledônia                                                         | 22.02    | Epeli Ika · Tonga                  | 23.19    |
| 400 metros                  | Liam Mitchell · Nova Zelândia                                                  | 48.83    | Ratutira Narara · Fiji                                                                     | 49.34    |                                    |          |
| 800 metros                  | Adrien Kela · Nova Caledônia                                                   | 1:55.82  | Emosi Bure · Fiji                                                                          | 2:02.06  | Penetekoso Fale · Samoa            | 2:13.60  |
| 1 500 metros                | Adrien Kela · Nova Caledônia                                                   | 4:04.53  | Theo Houdret · Nova Caledônia                                                              | 4:15.20  | Emosi Bure · Fiji                  | 4:27.01  |
| 5 000 metros                | Nordine Benfodda · Nova Caledônia                                              | 15:57.90 | Gilles Brouillaud · Nova Caledônia                                                         | 16:52.43 | Sébastien Guesdon · Nova Caledônia | 17:03.92 |
| 3.000 metros com obstáculos | Theo Houdret · Nova Caledônia                                                  | 10:13.80 | Gilles Brouillaud · Nova Caledônia                                                         | 10:47.19 |                                    |          |
| 4×100 metros estafetas      | Nova Zelândia · Isaac Tatoa · Liam Mitchell · Blair Grant · Matthew Wyatt      | 41.91    | Tonga · Sione Talanoa · Leveni Hu'Avi · Siueni Filimone · Epeli Ika                        | 43.16    |                                    |          |
| 4×400 metos estafetas       | Nova Zelândia · William Cowper · Matthew Wyatt · Phillip Wyatt · Liam Mitchell | 3:23.28  | Polinésia Francesa · Raihau Maiau · Teiva Brinkfield · Namataiki Tevenino · Gregory Bradai | 3:32.30  |                                    |          |
| Salto em altura             | Raihau Maiau · Polinésia Francesa                                              | 1.85m    | Daniel Griffiths · Ilha Norfolk                                                            | 1.74m    |                                    |          |
| Salto em comprimento        | Raihau Maiau · Polinésia Francesa                                              | 7.42m    | Matthew Wyatt · Nova Zelândia                                                              | 6.81m    |                                    |          |
| Salto triplo                | Scott Thomson · Nova Zelândia                                                  | 14.74m   |                                                                                            |          |                                    |          |
| Arremesso de peso           | Emanuele Fuamatu · Samoa                                                       | 18.26m   | Jerram Huston · Nova Zelândia                                                              | 14.89m   | Damian Smuts · Nova Zelândia       | 14.62m   |
| Lançamento de disco         | Alex Rose · Samoa                                                              | 56.29m   | Marshall Hall · Nova Zelândia                                                              | 50.43m   | Damian Smuts · Nova Zelândia       | 41.02m   |
| Lançamento do martelo       | Alex Rose · Samoa                                                              | 51.10m   | Damian Smuts · Nova Zelândia                                                               | 49.58m   |                                    |          |

Feminino
| Evento                      | Ouro                                                                                      | Ouro     | Prata                                                                                   | Prata    | Bronze                        | Bronze |
| --------------------------- | ----------------------------------------------------------------------------------------- | -------- | --------------------------------------------------------------------------------------- | -------- | ----------------------------- | ------ |
| 100 metros                  | Larissa Dyke · Nova Zelândia                                                              | 12.32    | Zoe Ballantyne · Nova Zelândia                                                          | 12.46    | Nneka Okpala · Nova Zelândia  | 12.58  |
| 200 metros                  | Zoe Ballantyne · Nova Zelândia                                                            | 24.97    | Suliana Batirau Gusuivalu · Fiji                                                        | 25.35    | Larissa Dyke · Nova Zelândia  | 25.85  |
| 400 metros                  | Suliana Batirau Gusuivalu · Fiji                                                          | 57.14    |                                                                                         |          |                               |        |
| 1 500 metros                | Christina Taylor · Nova Zelândia                                                          | 4:40.21  |                                                                                         |          |                               |        |
| 5 000 metros                | Elodie Mevel · Polinésia Francesa                                                         | 20:27.63 | Isabelle Oblet · Nova Caledônia                                                         | 20:46.84 |                               |        |
| 10 000 metros               | Elodie Mevel · Polinésia Francesa                                                         | 42:43.71 |                                                                                         |          |                               |        |
| 5 km marcha atlética        | Roseanne Robinson · Nova Zelândia                                                         | 24:34.24 |                                                                                         |          |                               |        |
| 10 km marcha atlética       | Roseanne Robinson · Nova Zelândia                                                         | 49.43    |                                                                                         |          |                               |        |
| 100 metros barreiras        | Zoe Ballantyne · Nova Zelândia                                                            | 14.51    |                                                                                         |          |                               |        |
| 400 metros barreiras        | Zoe Ballantyne · Nova Zelândia                                                            | 61.63    |                                                                                         |          |                               |        |
| 3.000 metros com obstáculos | Christina Taylor · Nova Zelândia                                                          | 11:21.94 | Isabelle Oblet · Nova Caledônia                                                         | 13:11.12 |                               |        |
| 4×100 metros estafetas      | Fiji · Mereseini Naidau · Suliana Batirau Gusuivalu · Elenoa Sailosi · Miriama Senokonoko | 49.72    |                                                                                         |          |                               |        |
| 4×400 metros estafetas      | Fiji · Suliana Batirau Gusuivalu · Mereseini Naidau · Elenoa Sailosi · Miriama Senokonoko | 3:59.33  | Nova Zelândia · Zoe Ballantyne · Katelyn Matthews · Ashleigh Sando · Maggie Unternahrer | 4:00.71  |                               |        |
| Salto em altura             | Vianca du Toit · Nova Zelândia                                                            | 1.71m    |                                                                                         |          |                               |        |
| Salto triplo                | Nneka Okpala · Nova Zelândia                                                              | 12.85m   | Greer Alsop · Nova Zelândia                                                             | 12.38m   |                               |        |
| Arremesso de peso           | Alexaraee Toeaina · Samoa Americana                                                       | 11.44m   | Atana Takosi · Nova Caledônia                                                           | 10.93m   |                               |        |
| Lançamento de disco         | Alexaraee Toeaina · Samoa Americana                                                       | 48.99m   | Claire Morgan · Samoa Americana                                                         | 44.91m   | Atana Takosi · Nova Caledônia | 40.78m |
| Lançamento do martelo       | Rebecca Hodgson · Nova Zelândia                                                           | 47.78m   | Alexaraee Toeaina · Samoa Americana                                                     | 41.98m   |                               |        |
| Lançamento do dardo         | Tori Peeters · Nova Zelândia                                                              | 42.21m   | Claire Morgan · Samoa Americana                                                         | 34.20m   |                               |        |

### Quadro de medalhas região leste
| Ordem | País               | Medalha de ouro | Medalha de prata | Medalha de bronze | Total |
| ----- | ------------------ | --------------- | ---------------- | ----------------- | ----- |
| 1     | Nova Zelândia      | 17              | 7                | 5                 | 29    |
| 2     | Nova Caledônia     | 4               | 8                | 2                 | 14    |
| 3     | Fiji               | 4               | 3                | 1                 | 8     |
| 4     | Polinésia Francesa | 4               | 1                | 0                 | 5     |
| 5     | Samoa              | 3               | 0                | 1                 | 4     |
| 6     | Samoa Americana    | 2               | 3                | 0                 | 5     |
| 7     | Tonga              | 0               | 1                | 1                 | 2     |
| 8     | Ilha Norfolk       | 0               | 1                | 0                 | 1     |
| Total | Total              | 34              | 24               | 10                | 68    |

### Participação região leste (não oficial)
A participação de atletas de 10 países pode ser determinada.  Tuvalu enviou apenas atletas para o campeonato sub-20. Divisão regional leste:
| - Samoa Americana - Ilhas Cook - Fiji - Polinésia Francesa | - Nova Caledônia - Nova Zelândia - Niue | - Ilha Norfolk - Samoa - Tonga |

## Divisão oeste

### Medalhistas
Esses foram os resultados da competição. 
Masculino
| Evento                           | Ouro                                                                                 | Ouro      | Prata                                                                      | Prata    | Bronze                                                                                | Bronze   |
| -------------------------------- | ------------------------------------------------------------------------------------ | --------- | -------------------------------------------------------------------------- | -------- | ------------------------------------------------------------------------------------- | -------- |
| 100 metros                       | Joe Matmat · Papua-Nova Guiné                                                        | 11.06     | Reginald Worealevi · Papua-Nova Guiné                                      | 11.08    | Kendy Kenneth · Vanuatu                                                               | 11.28    |
| 200 metros                       | James Grimm · Austrália                                                              | 21.57     | Paul Pokana · Papua-Nova Guiné                                             | 22.13    | Luke Grimley · Austrália Joe Matmat · Papua-Nova Guiné                                | 22.14    |
| 400 metros                       | Ethan Millward · Austrália                                                           | 47.54     | Jackson Mallory · Austrália                                                | 47.87    | Kevin Kapmatana · Papua-Nova Guiné                                                    | 48.65    |
| 800 metros                       | Harris Scouller · Austrália                                                          | 1:52.76   | Arnold Sorina · Vanuatu                                                    | 1:53.33  | Derek Mandell · Guam                                                                  | 1:56.51  |
| 1 500 metros                     | Derek Mandell\| Predefinição:UM                                                      | 4:02.81   | Michael Ryde · Austrália                                                   | 4:12.47  | Billy Bragg / Norte da Austrália                                                      | 4:14.94  |
| 5 000 metros                     | / Darren Peacock Norte da Austrália                                                  | 16:13.19  | Christopher Magtoto · Guam                                                 | 16:26.54 | / Paulo Dejesus Norte da Austrália                                                    | 17:12.91 |
| 10 000 metros                    | Christopher Magtoto · Guam                                                           | 34:17.44  | Tony Gordon · Austrália                                                    | 36:37.82 |                                                                                       |          |
| 5 km marcha atlética             | Brandon Dewar · Austrália                                                            | 21:39.81  | Nicholas Dewar · Austrália                                                 | 22:24.31 |                                                                                       |          |
| 10 km marcha atlética            | Dayne Bird-Smith / Norte da Austrália                                                | 40.21     | Nicholas Dewar · Austrália                                                 | 44.09    | Brandon Dewar · Austrália                                                             | 46.04    |
| 110 metros barreiras (exposição) | Greg Eyears · Austrália                                                              | 14.69     | Sean Kweifio-Okai · Austrália                                              | 15.77    | Michael Herreros · Guam                                                               | 17.32    |
| 400 metros barreiras             | Jeofry Limtiaco · Guam                                                               | 57.57     | Nathan McConchie · Austrália                                               | 58.22    | Michael Herreros · Guam                                                               | 65.85    |
| 3.000 metros com obstáculos      | Anthony Lynch · Austrália                                                            | 10:4/3.68 |                                                                            |          |                                                                                       |          |
| 4×100 metros estafetas 1.)       | Papua-Nova Guiné · Reginald Worealevi · Kevin Kapmatana · Solomon Kaiap · Joe Matmat | 42.30     | Austrália · Sean Kweifio-Okai · James Grimm · Luke Grimley · Greg Eyears   | 42.50    | Vanuatu · Daniel Philimon · Kendy Kenneth · George Vingaria Molisingi · Westly Faerua | 45.37    |
| 4×400 metros estafetas 2.)       | Austrália · Ethan Millward · Luke Grimley · James Grimm · Jackson Mallory            | 3:12.56   | Papua-Nova Guiné · Paul Pokana · John Rivan · Joe Matmat · Kevin Kapmatana | 3:15.60  | Vanuatu · Arnold Sorina · Tony Lulu · Westly Faerua · Kendy Kenneth                   | 3:32.21  |
| Salto em altura 3.)              | Blake Acton / Norte da Austrália                                                     | 1.96m     | David Jessem · Papua-Nova Guiné                                            | 1.93m    | Joel Mason · Austrália                                                                | 1.90m    |
| Salto em comprimento             | Scott Crowe · Austrália                                                              | 7.44m     | Robert Stevens · Austrália                                                 | 7.12m    | Anthony Di Quinzio · Austrália                                                        | 6.67m    |
| Salto triplo                     | Alex Lorraway · Austrália                                                            | 15.32m    | Daniel Pagnoccolo · Austrália                                              | 14.20m   | Anthony Di Quinzio · Austrália                                                        | 14.09m   |
| Arremesso de peso                | Joseph Dabana · Nauru                                                                | 13.53m    | Michael Day · Austrália                                                    | 12.88m   | Raobu Tarawa · Kiribati                                                               | 12.35m   |
| Lançamento de disco              | Michael Day · Austrália                                                              | 40.16m    | Joseph Dabana · Nauru                                                      | 38.99m   | Raobu Tarawa · Kiribati                                                               | 38.03m   |
| Lançamento do martelo            | Joseph Dabana · Nauru                                                                | 27.21m    |                                                                            |          |                                                                                       |          |
| Lançamento do dardo              | Calumn Hockey · Austrália                                                            | 46.70m    |                                                                            |          |                                                                                       |          |

1.): O evento do revezamento de 4 x 100 metros foi vencido pela Austrália "B" (Anthony Alozie, Isaac Ntiamoah, Andrew McCabe, Josh Ross) em 39,45, competindo como convidados. 

2.): O evento do revezamento de 4 x 400 metros foi vencido pelo Japão (Kei Takase, Yuzo Kanemaru, Yoshihiro Azuma, Hiroyuki Nakano) em 3: 06,90 competindo como convidados. A Austrália "B" (Jordan Gusman, Harris Scouller, Nathan McConchie, Vaughn Harber) ficou em 4º em 3: 24,69, também competindo como convidados.

3.): O evento do salto em altura foi ganho por Jason Strano da Austrália, em 2,00m, competindo como convidado.
Feminino
| Evento                     | Ouro                                                                                  | Ouro     | Prata                                                                               | Prata    | Bronze                                                                                       | Bronze  |
| -------------------------- | ------------------------------------------------------------------------------------- | -------- | ----------------------------------------------------------------------------------- | -------- | -------------------------------------------------------------------------------------------- | ------- |
| 100 metros                 | Chrissa Detanamo · Nauru                                                              | 12.28    | Larissa Chambers · Austrália                                                        | 12.29    | Yvonne Bennet · Marianas Setentrionais                                                       | 13.20   |
| 200 metros                 | Larissa Chambers · Austrália                                                          | 24.70    | Amanda Morris / Norte da Austrália                                                  | 25.98    | Yvonne Bennet · Marianas Setentrionais                                                       | 27.04   |
| 400 metros                 | Donna Koniel · Papua-Nova Guiné                                                       | 56.17    | Tamara Tisdall · Austrália                                                          | 57.14    | Sarah Salmon · Austrália                                                                     | 57.89   |
| 800 metros                 | Kate Johnston / Norte da Austrália                                                    | 2:12.38  | Haley Nemra · Ilhas Marshall                                                        | 2:16.04  | Donna Koniel · Papua-Nova Guiné                                                              | 2:16.41 |
| 1 500 metros               | Kate Johnston / Norte da Austrália                                                    | 4:32.16  | Olivia Lucas · Austrália                                                            | 4:47.15  | Amy Atkinson · Guam                                                                          | 4:57.76 |
| 5 000 metros               | Hilda Mabe · Ilhas Salomão                                                            | 22:03.24 |                                                                                     |          |                                                                                              |         |
| 5 km marcha atlética       | Claire Tallent · Austrália                                                            | 21:57.48 | Kelly Ruddick · Austrália                                                           | 23:09.62 |                                                                                              |         |
| 10 km marcha atlética      | Claire Tallent · Austrália                                                            | 44.19    | Tanya Holliday · Austrália                                                          | 45.23    | Kelly Ruddick · Austrália                                                                    | 48.39   |
| 400 metros barreiras       | Donna Koniel · Papua-Nova Guiné                                                       | 61.54    | Sarah Salmon · Austrália                                                            | 66.37    | Kristy Hirschausen · Austrália                                                               | 84.09   |
| 4×100 metros estafetas 4.) | Austrália · Tamara Tisdall · Allison Nankivell · Courtney Geraghty · Larissa Chambers | 49.55    | Papua-Nova Guiné · Adrine Monagi · Donna Koniel · Tehilah Womola · Priscilla Samuel | 50.65    | Marianas Setentrionais · Reylynn Sapong · Rachel Abrahams · Liamwar Rangamar · Yvonne Bennet | 53.79   |
| 4×400 metros estafetas     | Austrália · Sarah Salmon · Zoe Bogiatzis · Nicole Gusman · Tamara Tisdall             | 4:00.81  | Papua-Nova Guiné · Donna Koniel · Poro Gahekave · Tehilah Womola · Tuna Tine        | 4:01.77  |                                                                                              |         |
| Salto em altura            | Kristen Smith · Austrália                                                             | 1.68m    | Anneke Turner · Austrália                                                           | 1.68m    | Teagan Harris / Norte da Austrália                                                           | 1.65m   |
| Salto triplo               | Allison Nankivell · Austrália                                                         | 13.31m   | Rachael Smalley · Austrália                                                         | 11.38m   |                                                                                              |         |
| Arremesso de peso          | Rebecca Direen · Austrália                                                            | 12.87m   |                                                                                     |          |                                                                                              |         |
| Lançamento de disco 5.)    | Claudia Steiner · Austrália                                                           | 38.81m   | Phoebe Sloane · Austrália                                                           | 37.46m   |                                                                                              |         |
| Lançamento do martelo      | Jacinta Faint · Austrália                                                             | 47.76m   | Madeleine MacFarlane / Norte da Austrália                                           | 41.55m   | Codie Hockey · Austrália                                                                     | 37.64m  |

4.): O evento do revezamento de 4 x 100 metros foi vencido pelo Japão (Anna Doi, Momoko Takahashi, Chisato Fukushima, Yumeka Sano) em 44,39 competindo como convidados.

5.): O evento do lançamento do disco foi vencido por Dani Samuels, da Austrália, em 56,70m, competindo como convidado.

### Quadro de medalhas região oeste
| Ordem | País                   | Medalha de ouro | Medalha de prata | Medalha de bronze | Total |
| ----- | ---------------------- | --------------- | ---------------- | ----------------- | ----- |
| 1     | Austrália              | 21              | 19               | 8                 | 48    |
| 2     | Papua-Nova Guiné       | 4               | 6                | 8                 | 13    |
| 3     | / Norte da Austrália   | 4               | 2                | 3                 | 9     |
| 4     | Guam                   | 3               | 1                | 4                 | 8     |
| 5     | Nauru                  | 3               | 1                | 0                 | 4     |
| 6     | Ilhas Salomão          | 1               | 0                | 0                 | 1     |
| 7     | Vanuatu                | 0               | 1                | 3                 | 4     |
| 8     | Ilhas Marshall         | 0               | 1                | 0                 | 1     |
| 9     | Marianas Setentrionais | 0               | 0                | 3                 | 3     |
| 10    | Kiribati               | 0               | 0                | 2                 | 2     |
| Total | Total                  | 36              | 31               | 26                | 93    |

### Participação região oeste (não oficial)
A participação de atletas de 10 países pode ser determinada.  Além disso, uma equipe combinada do Norte da Austrália , incluindo atletas dos estados Território do Norte e Queensland que participaram de forma independente. Não houve atletas de Palau.
| - Austrália - Guam - Kiribati - Ilhas Marshall | - Estados Federados da Micronésia - Nauru - Marianas Setentrionais - Papua-Nova Guiné | - Ilhas Salomão - Vanuatu - / Norte da Austrália |